# Shai K. Ophir

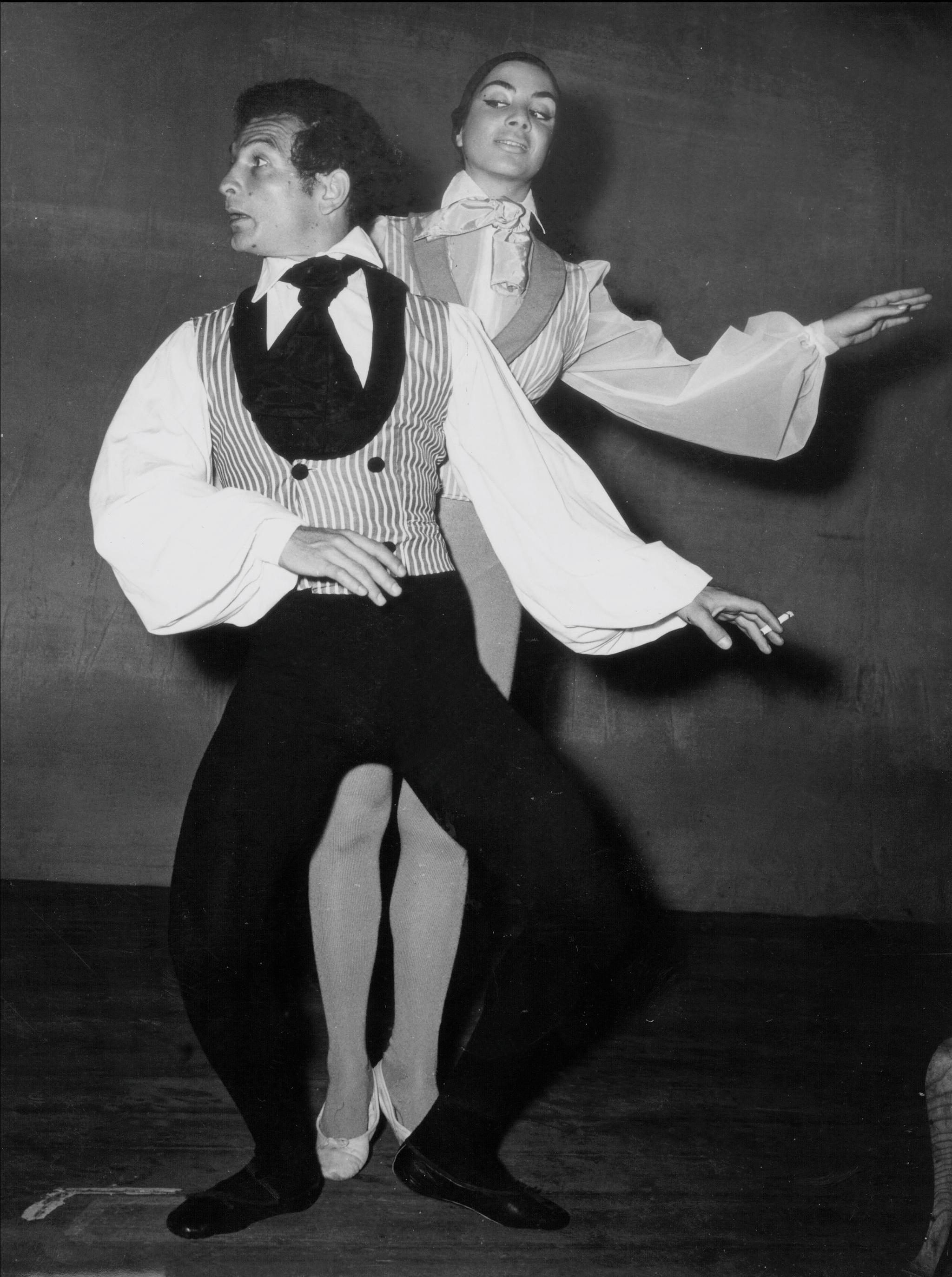
Ophir bei einem Auftritt mit der Schauspielerin Ziva Rodan

Shai K. Ophir, auch Shaike Ophir (hebräisch שייקה אופיר; * 4. November 1929 in Jerusalem; † 17. August 1987 in Tel Aviv), war ein israelischer Schauspieler.
Der je nach Quellenlage 1927 oder 1929 in Jerusalem als Yishayahu (Shaike) Ophir geborene Schauspieler schloss sich 1943 dem Palmach an und gehörte ein Jahr später dessen Marinegruppe, der Palyam an.
Zu Beginn seiner Schauspielkarriere mimte er 1958 den Miney in der Paul-Bogart-TV-Produktion Hansel and Gretel und wirkte 1959 in Folge 27 (The Waxwork) der 4. Staffel der Serie Alfred Hitchcock präsentiert als Bourdette mit. Im 1963 erschienenen israelischen Film El Dorado des Regisseurs Menahem Golan gehörte er ebenfalls zur Besetzung, in Golans Krimi Der Diamanten-Clou aus dem Jahr 1975 war er als Moshe zu sehen. 1965 trat er auch in der seinerzeit beliebten TV-Samstagabendshow Einer wird gewinnen auf. 1971 gab er in Schlaf gut, Wachtmeister! den Constable Sgt. Abraham Azulai. In den 1980er Jahren hatte er Rollen in diversen Hollywood-Produktionen. So spielte er 1985 an der Seite von Richard Chamberlain in Quatermain – Auf der Suche nach dem Schatz der Könige und wirkte im Folgejahr im Chuck-Norris-Film Delta Force sowie 1987 als Mr. Sohar in der Fernsehserie M.A.S.H.A. mit. Die Rolle des Meister Elf in Dornröschen war sein letzter Auftritt auf der Leinwand.
Der erstmals 1982 verliehene, Ophir Award genannte Filmpreis der Israelischen Akademie für Film und Fernsehen ist nach ihm benannt. Begraben wurde er auf dem Nahalat-Yitzhak-Friedhof in Givʿatajim.

## Filmografie
- 1958: Hansel and Gretel
- 1963: El Dorado
- 1964: Loch im Mond
- 1967: Ervinka
- 1969: Der Blaumilchkanal
- 1970: Schlaf gut, Wachtmeister!
- 1971: Carlos
- 1973: Töchter, Töchter!
- 1977: Operation Thunderbolt (Mivtsa Yonatan)
- 1978: Der Fuchs im Hühnerstall
- 1986: Delta Force
- 1986: America 3000
- 1987: Dornröschen